# Rosanna Pagano
Rosanna Pagano (ur. 1 grudnia 1983 w Salerno) – włoska szablistka, złota medalistka mistrzostw świata.
W 2000 roku zdobyła drużynowo złoty medal na mistrzostwach świata juniorów w South Bend. Na rozgrywanych trzy lata później mistrzostwach świata juniorów w Trapani była druga drużynowo.
Podczas mistrzostw świata w Hawanie w 2003 roku Włoszki w składzie: Ilaria Bianco, Gioia Marzocca, Rosanna Pagano i Alessandra Lucchino zdobyły złoty medal w turnieju drużynowym. Była też między innymi piąta drużynowo na mistrzostwach świata w Lizbonie w 2002 roku.
Nigdy nie wzięła udziału w igrzyskach olimpijskich.